# Xylotrechus smei
Xylotrechus smei là một loài bọ cánh cứng trong họ Cerambycidae.